# Anne-Sophie
Anne-Sophie (Doppelname aus Anne und Sophie) ist ein weiblicher Vorname.

## Varianten
- Ann-Sophia
- Anna-Sophia
- Anne-Sophia
- Ann-Sophie
- Anna-Sophie
- Anne-Sophie

## Bekannte Namensträgerinnen
- Ann-Sophie Dürmeyer (* 1990), deutsche Sängerin, bekannt unter dem Namen Ann Sophie
- Ann-Sophie Duyck (* 1987), belgische Radrennfahrerin
- Ann-Sophie Schweizer (* 1970), deutsche Filmeditorin
- Anna-Sophia Claus (* 1994), deutsche Schauspielerin
- Anne-Sophie Barthet (* 1988), französische Skirennläuferin
- Anne-Sophie Briest (* 1974), geb. Henselmann, deutsche Schauspielerin
- Anne-Sophie Deval (1989–2006), französische Schauspielerin
- Ann-Sophie Kimmel (* 1994), deutsche Fernsehmoderatorin
- Anne-Sophie Mutter (* 1963), deutsche Geigerin